# Sajama
Sajama (španělsky Nevado Sajama) je vyhaslý stratovulkán, který je s výškou 6542 m n. m. nejvyšší horou Bolívie. Nachází se v jihozápadní části země v departementu Oruro, asi 20 km od hranic s Chile, v Národním parku Sajama. Vulkán je tvořený převážně andezitovými horninami a posetý četnými lávovými dómy. Hora má poměrně pravidelný kuželovitý tvar s výrazným vrcholovým ledovcem.

## Výstup
Technicky není výstup na Sajamu obtížný, komplikací je vysoká nadmořská výška vyžadující dobrou aklimatizaci. Normální výstupová trasa vede ze západu z vesnice Sajama do základního tábora pod západní stěnu a poté po severozápadním hřebenu. Často je využíván výškový tábor v 5700 metrech. Následuje strmý (cca 55°) výstup na skalnatý hřebínek a po ledovci na vrchol. Obtížnost výstupu je ohodnocena stupněm AD. Přesto, že výstup není technicky náročný, bývá méně frekventovaný než další bolivijská šestitisícovka Huayna Potosí.